# Mesosa marmorata
Mesosa marmorata är en skalbaggsart som beskrevs av Stefan von Breuning 1943. Mesosa marmorata ingår i släktet Mesosa och familjen långhorningar.
Artens utbredningsområde är:
- Laos.
- Burma.

Inga underarter finns listade i Catalogue of Life.